# Cataglyphis viaticoides
Cataglyphis viaticoides  (лат.) — вид муравьев из рода муравьи-бегунки (Cataglyphis).

## Распространение
Ближний Восток: Израиль, Ливан, Турция, ОАЭ. Также найдены на греческих Эгейских островах. Ранее также указывалась Армения, но вероятнее там обитает Cataglyphis ruber.

## Описание
Мелкого размера муравьи-бегунки желтоватого цвета (брюшко темнее). Брюшко блестящее, при беге поднимают его вертикально вверх. Стебелёк между грудкой и брюшком состоит из одного узловидного членика петиолюса, жало отсутствует. Усики рабочих и самок состоят из 12 члеников (13 члеников у самцов), булава отсутствует. Нижнечелюстные щупики состоят из 6 сегментов, нижнегубные щупики 4-члениковые. 

## Систематика
Вид был впервые описан в 1881 году французским энтомологом Э. Андрэ под первоначальным названием Myrmecocystus albicans var. viaticoides André, 1881 по материалам из Ливана. В 1964 году К.В.Арнольди повысил его до видового статуса. Включён в видовую группу Cataglyphis albicans Group.